# 復國墩遺址
復國墩遺址，又称富國墩遺址，位於中華民國福建省金門縣金湖鎮溪湖里復國墩（原名蚵殼墩）聚落西方偏北100公尺處，是民國五十七年（1968年）9月臺灣大學教授林朝棨所發現的遺址，內有若干陶片與貝殼，其中的貝殼經臺大物理系進行碳14測定後，該遺址的年代約在距今6300年到5500年前。
該遺址屬於舊石器時代末期（ 中原地區當時已經邁入新石器時代 ）， 其居民以漁撈為生，石器為打製而成，尚未有農耕技術，陶器有紅陶與黑陶，以素面紅陶為主。考古學家張光直認為該遺址與臺灣大坌坑文化有相似之處。中研院史語所研究助理郭素秋的研究則認為該文化是大坌坑文化的起源之一。

## 二次探掘
臺灣大學人類學系於民國七十一年（1982年）9月6日至金門進行民間傳統技藝調查時，黃士強教授曾在9月9日時對遺址進行探掘。該次探掘是挖一東西長三公尺，南北寬兩公尺的探坑，以每20公分一層的人工層位方式下挖，直至深80公分處因已見生土而停止。其探掘成果如下：
| 層     | 深度       | 土質               | 出土物                                                                             |
| 第一層 | 0-20       | 紅色砂土，土質堅硬 | 瓷片、貝殼；為耕土層及擾亂層                                                       |
| 第二層 | 20-40      | 紅色砂土，土質堅硬 | 瓷片、貝殼；似未被擾亂                                                             |
| 第三層 | 40-60      | 紅色砂土，土質堅硬 | 瓷片、貝殼與少量陶片（陶片於底部挖出）；瓷片可能可追溯至宋元時期，陶片則為史前陶片 |
| 第四層 | 60-80      | 紅色砂土，土質堅硬 | 貝殼與少數陶片                                                                     |
| 第五層 | 80公分以下 | 紅色砂土           | 無貝殼與文化遺物                                                                   |